# Tchalinga
Tchalinga är en ort i Benin. Den ligger i departementet Donga i kommunen Ouake i den centrala delen av landet, 400 km norr om huvudstaden Porto-Novo. Tchalinga ligger 371 meter över havet och antalet invånare är 6 027 i och runt orten.